# Gustave Bertrand
Gustave Bertrand (ps. Bolek, ur. 17 grudnia 1896 w Nicei, zm. 23 maja 1976 w Tulonie) – francuski generał, związany z francuskimi służbami kryptologicznymi działającymi przy Deuxieme Bureau.

## Życiorys
W okresie dwudziestolecia międzywojennego pozostawał w kontakcie m.in. z polskim Biurem Szyfrów. Pracownik wojskowy francuskiego wywiadu. Do roku 1930 pracował w radiowywiadzie. Następnie szef sekcji D, zajmującej się sprawami nauki, technologii i dekryptażu. 
W 1932 roku skontaktował się z polskim Sztabem Głównym i przekazał materiały wywiadowcze uzyskane przez francuski wywiad od nowo zwerbowanego agenta o pseudonimie „Asche”, w tym informacje o maszynie szyfrującej Enigma.
24 lipca 1939 uczestnik konferencji polsko-francusko-brytyjskiej w Pyrach pod Warszawą, podczas której strona polska wyjawiła fakt regularnego łamania kodów niemieckiej maszyny szyfrującej Enigma i przekazała sojusznikom kopie maszyn umożliwiające dekryptaż.
Podczas II wojny światowej dowódca placówek kryptologicznych we Francji o kryptonimach PC Bruno i Cadix. W dniu 5 stycznia 1944 r. Bertrand został schwytany przez Niemców, gdy czekał przy bazylice Sacré Coeur w Paryżu na kuriera z Londynu. Niemieckie służby kontrwywiadu zwerbowały go, utrzymując że pracował na rzecz III Rzeszy. Bertrand godząc się na pełną współpracę, zyskał możliwość powrotu wraz z żoną Mary do Vichy, aby skontaktować się z brytyjskim wywiadem. Nie wydał swoich podziemnych współpracowników, którzy w tym czasie się ukrywali, sam jednocześnie pozostając w ukryciu. W dniu 2 czerwca 1944 r., cztery dni przed D-Day (lądowanie w Normandii), na zaimprowizowanym lądowisku we francuskim Masywie Centralnym, Bertrand z żoną i jezuitą, który służył jako kurier dla polskiego ruchu oporu, wsiadł do małego samolotu i przyleciał nim na Wyspy Brytyjskie. Bertrand i jego żona przenieśli się do domu w miejscowości Boxmoor w hrabstwie Hertfordshire w odległości krótkiego spaceru od pobliskiej wsi Felden gdzie pracowali Marian Rejewski i Henryk Zygalski. Po wojnie w 1950 roku odszedł ze służby wojskowej na emeryturę. W 1973 roku ujawnił w książce Enigma ou la plus grande énigme de la guerre 1939–1945 tajemnicę dotyczącą łamania szyfrów Enigmy. Książka wywołała burzę i ogólnoświatową dyskusję na temat zasług poszczególnych państw alianckich w rozpracowaniu Enigmy.